# Yachiyo
Município de Yachiyo (八千代市, Yachiyo-shi) é uma cidade japonesa localizada na província de Chiba. É uma das cidades dormitório da Região Metropolitana de Tóquio.

## História
Há vestígios de presença humana nesta região datadas de 30 mil anos atrás, porém o primeiro registro escrito de habitação humana consta do século X, nas linhas de Wamyō Ruijushō (um dicionário elaborado entre o ano de 931 e 938).
Em 1615, é aberto nestas terras o caminho ligando Edo (atual Tóquio) à Sakura. As aldeias da região foram unificadas em 3 vilas no ano de 1889, constituindo Vila Owada (大和田村, Ōwada-mura), Vila Mutsu (睦村, Mutsu-mura) e Vila Asso (阿蘇村, Aso-mura). Dois anos mais tarde, Owada se tornou cidade (町, machi).
Em 1914, foi iniciado o cultivo de pêra-nashi nestas terras por Kiyoshi Miyazaki (宮崎淏) e Kikuji Miyazaki (宮崎規矩治) na Vila Asso (atual bairro de Murakami). Eles trouxeram as primeiras mudas da planta da cidade vizinha de Sakura e da Vila Angyo (安行村, Angyō-mura) da província de Saitama. Aos poucos a produção deste fruto foi crescendo, alcançando o mercado de Tóquio em 1937. Em 1948, foi fundada Cooperativa de Produtores de Pera-Nashi de Asso (阿蘇梨業組合, Aso Rigyō Kumiai).

No século XX, também houve um desenvolvimento urbano significante na região. Em 1906, a energia elétrica chegou à cidade de Owada e , em 1926, foi inaugurada a estação ferroviária de Owada, pertencente à linha principal da companhia ferroviária Keisei. No ano de 1954, a cidade de Owada e a vila de Mutsu foram unificadas, formando a Cidade de Yachiyo (八千代町, Yachiyo-machi); e, em setembro do mesmo ano, a Vila de Asso foi incorporada à cidade, somando uma população de 15.618 habitantes. Em 1955, foi construído o Yachiyodai-Danchi (八千代台団地), o primeiro complexo residencial de larga escala do Japão. No ano seguinte foi inaugurado a estação ferroviária de Yachiyodai, da linha principal da Companhia Keisei, tornando Yachiyo uma cidade dormitório da Região Metropolitana de Tóquio.
Yachiyo recebeu o estatuto de município (市, shi) a 1º de janeiro de 1967, com uma população de 41.574 pessoas na época. Em 1973, a população alcançou o patamar de 100.000 habitantes.

## Geografia
A cidade é situada na região noroeste da província de Chiba. Ela marca divisa com as cidades de: Sakura a leste, Chiba ao sul, Narashino ao sudoeste, Funabashi a oeste, Shiroi ao noroeste e Inzai a nordeste.

## Demografia
Em 2003 a cidade tinha 176 637 habitantes distribuídos em 51,27 km² de área, resultando 3 445,23 h/km² de densidade populacional.

## Cidade-irmã
- Tyler, EUA